# Лохвицкий, Аполлон Давыдович
Аполлон Давыдович Лохвицкий (1823, Таганрог, область Войска Донского — не ранее 1882) — русский государственный деятель, губернатор Якутской и Енисейских областей. Тайный советник.

## Биография
Родился в 1823 году в Таганроге в семье титулярного советника Давида Кирилловича Лохвицкого — пристава уголовных и следственных дел. Отец происходил из дворян, но родового недвижимого имущества не имел, за его супругой числился деревянный дом со службами. В семье было шестеро детей: три сына — Аполлон, Сафрон, Пётр и три дочери — Анна, Елена, Марья.
В 1841 году окончил Московский дворянский институт с правом поступления в любой российский университет без экзамена. Но не стал продолжать учёбу, а поступил на службу в канцелярию Таганрогского градоначальства, где был определён к переводам иностранных бумаг и впоследствии получил должность переводчика, с которой по собственному прошению 3 марта 1844 года был уволен. В 1845 году определился в штат канцелярии Главного управления Западной Сибири чиновником для письма 1-го разряда; в 1846 году был назначен помощником столоначальника 2-го отделения, в 1848 году занял должность столоначальника. В 1852—1856 годах был правителем канцелярии камчатского военного губернатора, здесь в 1854 году участвовал во главе стрелкового отряда в обороне Петропавловского Порта и получил орден Св. Владимира 4-й степени с мечами.
В 1857 году в чине надворного советника стал старшим советником в Забайкальском областном правлении, затем его председателем. С 6 февраля 1859 по 18 сентября 1861 года был первым вице-губернатором Забайкальского областного правления с чином коллежский советник. Затем был назначен членом Совета Главного управления Восточной Сибири, управляющим его вторым отделением. 
С 1 июля 1865 года занимал должность губернатора Якутской области; 14 августа 1868 года был назначен на должность Енисейского губернатора и оставался в этой должности до 8 мая 1882 года.
Во время губернаторства в Якутской губернии много времени уделял преобразованию Якутского уездного училища в реальную прогимназию, открытие которой состоялось 1 июля 1869 году, уже при следующем губернаторе В. К. Бодиско. Также Лохвицкому пришлось заниматься вопросами, связанными с начавшейся в 1866 году, массовой ссылкой в Сибирь поляков, участвовавших в восстании 1863—1864 годов. Во время пребывания в Якутске он отметил необходимость развития медицинской и пожарной служб; 11 сентября 1865 года Лохвицкий поднял перед генерал-губернатором и Министерством внутренних дел вопрос об устройстве в городе пожарной части. С 29 января 1865 года Лохвицкий состоял в чине действительного статского советника. 
Во время губернаторства А. Д. Лохвицкого в Енисейской губернии он продолжал решать вопросы образования, медицины.
В губернии не было ни одной системы страхования от пожаров. В феврале 1869 года Лохвицкий предложил генерал-губернатору Восточной Сибири создать систему страхования от пожаров, а 27 августа 1869 года пожаром почти полностью был уничтожен Енисейск; сгорело около 800 домов, почти все церкви, хлебные магазины, купеческие лавки; уцелело около 200 домов и один храм. Губернатор во время пожара был в Енисейске.
С 29 января 1871 года Лохвицкий имел чин тайного советника; в 1877 году был награждён орденом Св. Владимира 2-й степени.
В 1872 году (19 марта) была открыта Енисейская шестиклассная гимназия, 1 июле 1876 года мужская шестиклассная гимназия. В Красноярске была открыта учительская семинария, с 1878 года — шестиклассная женская гимназия. В Красноярской женской гимназии 17 мая 1880 года была учреждена стипендия имени А. Д. Лохвицкого. Были открыты более десяти народных школ в сёлах и городах, первый в губернии музей в Минусинске, театр в Красноярске. Губернатор решал вопросы медицинской помощи инородцам Туруханского края, организовывал помощь переселенцам.
Лохвицкий был избран товарищем председателя Комитета Красноярского Православного Миссионерского Общества, которое начало работать 14 февраля 1871 года.
В ночь с 17 на 18 апреля 1881 года в Красноярске пожар уничтожил большую часть строений. Вскоре, 8 мая 1882 года, он был уволен со службы с мундиром и пенсией. В результате, он получил в Красноярске прозвище «губернатор от пожара до пожара».
В дальнейшие годы жил в Казанской губернии.
9 августа 1884 года он становится одним из создателей и товарищем
(заместителем) председателя Казанского общества
любителей шахматной игры.
Его сын полковник полиции Владимир Аполлонович Лохвицкий(1867-2017гг..). Жил в Казани.
Внуком Владимира Аполлоновича Лохвицкого был известный казанский хирург,доктор медицинских наук,профессор Алексей Андреевич Агафонов(1926-2020гг.)
Дальнейшая его судьба не выяснена.